# ماتیا فورلانی
ماتیا فورلانی (ایتالیایی: Mattia Furlani؛ زادهٔ ۷ فوریه ۲۰۰۵) ورزشکار پرش طول و پرش ارتفاع اهل ایتالیا است.